# My Favorite Martian
My Favorite Martian (ang.: Mój ulubiony Marsjanin) – amerykański telewizyjny sitcom emitowany w latach 1963-1966. Serial liczył 107 odcinków (75 czarno-białych, a 32 w kolorze).

## Fabuła
Kosmita z Marsa przybywa na Ziemię. Przygarnia go Tim O’Hara, który przedstawia go znajomym jako swojego wujka Martina. Nieznający realiów ziemskich Marsjanin, często powoduje wiele problemów, które Tim musi rozwiązywać.

## Obsada[1]
- Ray Walston jako wujek Martin (Marsjanin)
- Ann Marshall jako Angela Brown
- Bill Bixby jako Tim O’Hara
- Pamela Britton jako pani Lorelei Brown
- J. Pat O’Malley jako pan Burns
- Alan Hewitt jako detektyw Bill Brennan
- Roy Engel jako komendant policji